# Chęciny (Mazovie)
Pour les articles homonymes, voir Chęciny.
Chęciny (prononciation : [xɛnˈt͡ɕinɨ]) est un village polonais de la gmina de Górzno dans le powiat de Garwolin de la voïvodie de Mazovie dans le centre-est de la Pologne.
Il se situe à environ 4 kilomètres au nord-est de Górzno (siège de la gmina), 9 kilomètres au sud-est de Garwolin (siège du powiat) et à 64 kilomètres au sud-est de Varsovie (capitale de la Pologne).

## Histoire
De 1975 à 1998, le village appartenait administrativement à la voïvodie de Siedlce.